# أياكا كوماتسو
أياكا كوماتسو (باليابانية: 小松彩夏) هي مغنية وعارضة أزياء وعارضة وممثلة يابانية، ولدت في 23 يوليو 1986 في اليابان.

## أعمال

### أفلام
- (2006) بابل[6]

## وصلات خارجية
- أياكا كوماتسو على موقع IMDb (الإنجليزية)
- أياكا كوماتسو على موقع ألو سيني (الفرنسية)
- أياكا كوماتسو على موقع ميوزك برينز (الإنجليزية)
- أياكا كوماتسو على موقع أول موفي (الإنجليزية)
- أياكا كوماتسو على موقع قاعدة بيانات الفيلم (الإنجليزية)
- أياكا كوماتسو على موقع كينوبويسك (الروسية)